# IC 4685
IC 4685 — галактика типу IV3pn () у сузір'ї Стрілець.
Цей об'єкт міститься в оригінальній редакції індексного каталогу.